# Victor-Jean-François Loche
Victor-Jean-François Loche (* 1806 in Mandres, Département Seine-et-Oise; † 1863 in Algerien) war ein französischer Naturforscher und Capitaine der französischen Armee.
Loche nahm 1855/56 an einer Expedition zur Erkundung der algerischen Provinz Ouargla in der nördlichen Sahara teil. Dabei entdeckte er die Sandkatze, die er als bis dahin unbekannt identifizierte. Der Leiter der Expedition war Capitaine Jean-Auguste Margueritte (1823–1870, stationiert unter französischer Flagge in Algerien), dem zu Ehren Loche der Sandkatze den wissenschaftlichen Namen Felis margarita gab.

## Werke
- Catalogue des mammifères et des oiseaux observés en Algérie. Bertrand, Paris 1858.
- Histoire naturelle des mammifères. Bertrand, Paris 1867
- Histoire naturelle des oiseaux. Bertrand, Paris 1867